# Drop It Like It’s Hot
Drop It Like It’s Hot (englisch etwa für „Lass es fallen als sei es heiß“) ist ein Lied des US-amerikanischen Rappers Snoop Dogg, das er zusammen mit dem Rapper Pharrell aufnahm. Der Song ist die erste Singleauskopplung seines siebten Soloalbums R&G (Rhythm & Gangsta): The Masterpiece und wurde am 12. September 2004 veröffentlicht.

## Inhalt
| Liedteil   | Künstler   |
| Refrain    | Snoop Dogg |
| 1. Strophe | Pharrell   |
| 2. Strophe | Snoop Dogg |
| 3. Strophe | Snoop Dogg |

Drop It Like It’s Hot ist thematisch dem Gangsta-Rap zuzuordnen. Snoop Dogg und Pharrell rappen dabei vorrangig über ihren eigenen Status, Reichtum, Frauen, Drogen, Waffen und Gewalt. Auch erwähnt Snoop Dogg seine Gang, die Crips.

“When the pimp’s in the crib, ma

Drop it like it’s hot, drop it like it’s hot, drop it like it’s hot

When the pigs try to get at you

Park it like it’s hot, park it like it’s hot, park it like it’s hot”

Der Ausdruck „Drop it like it’s hot“ war bereits vor der Veröffentlichung des Songs gebräuchlich und wurde seit den 1990er Jahren in verschiedenen Liedern verwendet. Es ist eine metaphorische Beschreibung einer Tanzbewegung, die üblicherweise von Frauen ausgeführt wird.

## Produktion
Das Lied wurde von dem US-amerikanischen Musikproduzenten-Duo The Neptunes, bestehend aus Pharrell Williams und Chad Hugo, produziert. Als Autoren fungierten Snoop Dogg, Pharrell Williams und Chad Hugo. Charakteristisch für die Musik ist die Verwendung des Schnalzlauts.

## Musikvideo
Bei dem zu Drop It Like It’s Hot gedrehten Musikvideo, das in Schwarz-weiß gehalten ist, führte der US-amerikanische Regisseur Paul Hunter Regie. Auf YouTube verzeichnet es über 160 Millionen Aufrufe (Stand Mai 2020).
Im Video rappen Snoop Dogg und Pharrell den Song und bewegen sich rhythmisch zur Musik. Dabei werden verschiedene Statussymbole, wie Schmuck und teure Autos gezeigt. Auch sind mehrere leicht-bekleidet tanzende Frauen zu sehen. Neben den Protagonisten treten unter anderem die Musiker Chad Hugo und Pusha T sowie die Schauspielerin Lauren London und der Skateboarder Terry Kennedy im Video auf. Zu Beginn und am Ende des Videos tanzt Snoop Dogg den Crip-Walk.

## Single

### Covergestaltung
Das Singlecover hat einen grünen Farbstich und zeigt Snoop Dogg, der ein Basecap trägt und den Betrachter mit ernstem Blick ansieht. Im Vordergrund befinden sich die Schriftzüge Snoop Dogg in Blau sowie Drop It Like It’s Hot und featuring Pharrell in Weiß.

### Titelliste
1. Drop It Like It’s Hot (feat. Pharrell) – 4:30
2. Get 2 Know U (feat. Jelly Roll) – 3:37
3. Drop It Like It’s Hot (Instrumental) – 4:30
4. Drop It Like It’s Hot (Video) – 4:30

### Chartplatzierungen
Drop It Like It’s Hot stieg am 13. Dezember 2004 auf Platz 17 in die deutschen Charts ein und erreichte vier Wochen später mit Rang 8 die höchste Position. Insgesamt konnte sich der Song 20 Wochen lang in den Top 100 halten, davon sechs Wochen in den Top 10. In den deutschen Jahrescharts 2005 belegte die Single Platz 47. Besonders erfolgreich war das Lied in den Vereinigten Staaten und Neuseeland, wo es die Chartspitze erreichte. Die Top 10 erreichte Drop It Like It’s Hot zudem unter anderem in Dänemark, der Schweiz, Australien, den Niederlanden, Österreich, Norwegen und dem Vereinigten Königreich.
| ChartsChartplatzierungen       | Höchstplatzierung | Wochen |
| ------------------------------ | ----------------- | ------ |
| Deutschland (GfK)              | 8 (20 Wo.)        | 20     |
| Österreich (Ö3)                | 9 (21 Wo.)        | 21     |
| Schweiz (IFPI)                 | 3 (25 Wo.)        | 25     |
| Vereinigte Staaten (Billboard) | 1 (30 Wo.)        | 30     |
| Vereinigtes Königreich (OCC)   | 10 (19 Wo.)       | 19     |

| ChartsJahrescharts (2004)      | Platzierung |
| ------------------------------ | ----------- |
| Vereinigte Staaten (Billboard) | 71          |

| ChartsJahrescharts (2005)      | Platzierung |
| ------------------------------ | ----------- |
| Deutschland (GfK)              | 47          |
| Österreich (Ö3)                | 69          |
| Schweiz (IFPI)                 | 16          |
| Vereinigte Staaten (Billboard) | 23          |

| ChartsJahrescharts (2000–2009) | Platzierung |
| ------------------------------ | ----------- |
| Vereinigte Staaten (Billboard) | 48          |

### Auszeichnungen für Musikverkäufe
Drop It Like It’s Hot wurde 2018 für mehr als 150.000 Verkäufe in Deutschland mit einer Goldenen Schallplatte ausgezeichnet. In den Vereinigten Staaten erhielt die Single ebenfalls eine Goldene Schallplatte für über 500.000 verkaufte Einheiten, während der zugehörige Klingelton für mehr als zwei Millionen Verkäufe eine doppelte Platin-Schallplatte bekam.

| Land/Region                  | Auszeichnungen für Musikverkäufe (Land/Region, Auszeichnung, Verkäufe) | Verkäufe  |
| ---------------------------- | ---------------------------------------------------------------------- | --------- |
| Australien (ARIA)            | Gold                                                                   | 35.000    |
| Brasilien (PMB)              | Gold                                                                   | 30.000    |
| Dänemark (IFPI)              | Gold                                                                   | 45.000    |
| Deutschland (BVMI)           | Gold                                                                   | 150.000   |
| Italien (FIMI)               | Gold                                                                   | 25.000    |
| Neuseeland (RMNZ)            | 3× Platin                                                              | 90.000    |
| Österreich (IFPI)            | Gold                                                                   | 15.000    |
| Vereinigte Staaten (RIAA)    | Gold (Single) · + 2× Platin (Mastertone)                               | 2.500.000 |
| Vereinigtes Königreich (BPI) | Platin                                                                 | 600.000   |
| Insgesamt                    | 7× Gold · 6× Platin ·                                                  | 3.490.000 |

Hauptartikel: Snoop Dogg/Auszeichnungen für Musikverkäufe
Bei den Grammy Awards 2005 wurde Drop It Like It’s Hot in den Kategorien Best Rap Song und Best Rap Performance by a Duo or Group nominiert, unterlag jedoch Jesus Walks von Kanye West bzw. Let’s Get It Started von The Black Eyed Peas.